# Joan Sastre Vanrell
Ne pas confondre avec son compatriote joueur de basket-ball, Joan Sastre.
Joan Sastre Vanrell, né le 30 avril 1997 à Porreres en Espagne, est un footballeur espagnol qui évolue au poste d'arrière droit au PAOK Salonique.

## Biographie

### RCD Majorque
Sastre est formé au Real Club Deportivo Majorque, club des îles Baléares. Il fait ses débuts professionnels le 10 septembre 2015, en étant titularisé contre le SD Huesca en Coupe du Roi,. Malgré cette première apparition, Sastre doit patienter jusqu'à la saison 2017-18 afin de devenir un titulaire au sein du club de Majorque. Profitant de la descente du club en Segunda División B, il intègre durablement alors l'effectif. Il est l'un des joueurs clefs du sacre à l'issue de la saison, et de la remontée en seconde division. Majorque parvient à revenir dans l'élite espagnole à l'issue de la saison 2018-19, parvenant ainsi à réaliser deux montées successives.
Il participe de nouveau à la montée du club en première division à l'issue de la saison 2020-2021.

### En sélection nationale
Après une première sélection en septembre 2015 face au Portugal, Sastre joue son second et dernier match avec l'équipe d'Espagne des moins de 19 ans le 20 janvier 2016, lors d'une rencontre perdue par deux buts à un face à l'Italie, où il entre en jeu à la place de Carlos Soler.

## Palmarès
RCD Majorque
- Segunda División B
  - Vainqueur en 2018